# Sattenapalle
Sattenapalle è una suddivisione dell'India, classificata come municipality, di 51.350 abitanti, situata nel distretto di Guntur, nello stato federato dell'Andhra Pradesh. In base al numero di abitanti la città rientra nella classe II (da 50.000 a 99.999 persone).

## Geografia fisica
La città è situata a 16° 23' 60 N e 80° 10' 60 E e ha un'altitudine di 70 m s.l.m..

## Società

### Evoluzione demografica
Al censimento del 2001 la popolazione di Sattenapalle assommava a 51.350 persone, delle quali 25.617 maschi e 25.733 femmine. I bambini di età inferiore o uguale ai sei anni assommavano a 6.234, dei quali 3.186 maschi e 3.048 femmine. Infine, coloro che erano in grado di saper almeno leggere e scrivere erano 30.975, dei quali 17.547 maschi e 13.428 femmine.